# Steve Logan
Steve Logan (Cleveland, 20 de março de 1980) é um ex-jogador norte-americano de basquete profissional que atuou na National Basketball Association (NBA). Foi o número 30 do Draft de 2002.